# Bombax costatum
Bombax costatum är en malvaväxtart som beskrevs av Pellegrin och Vuillet. Bombax costatum ingår i släktet Bombax och familjen malvaväxter. Inga underarter finns listade i Catalogue of Life.

## Bildgalleri

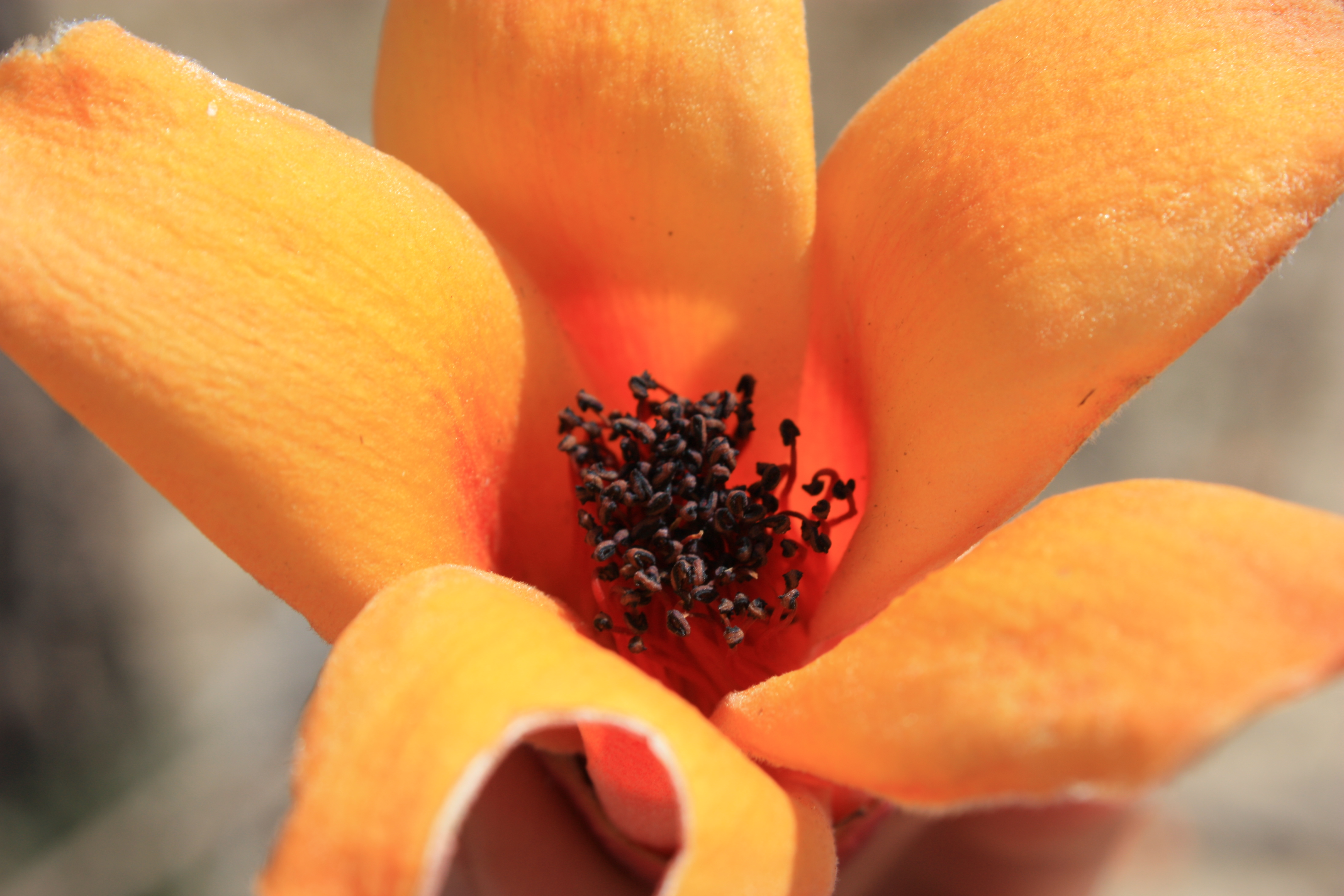
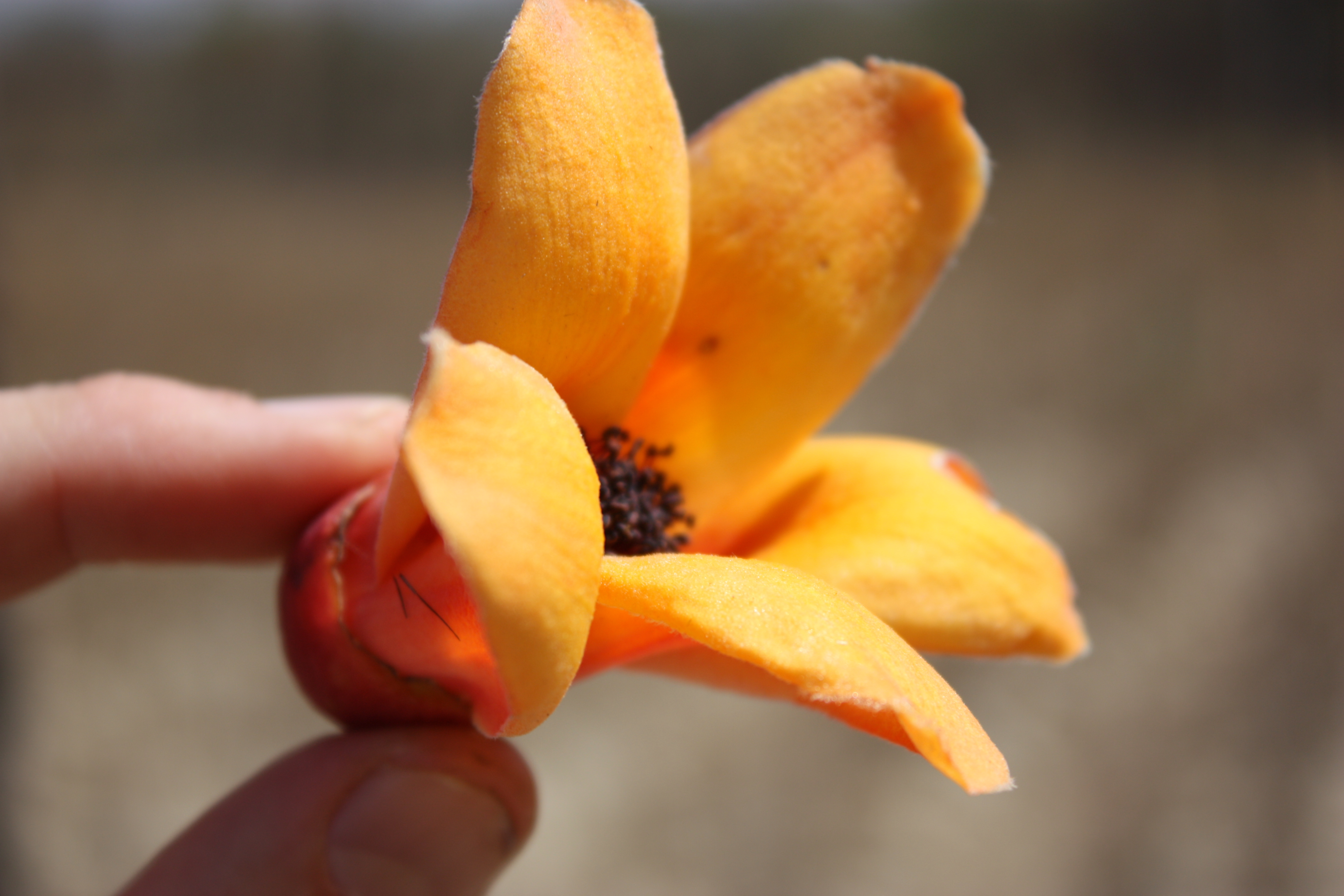
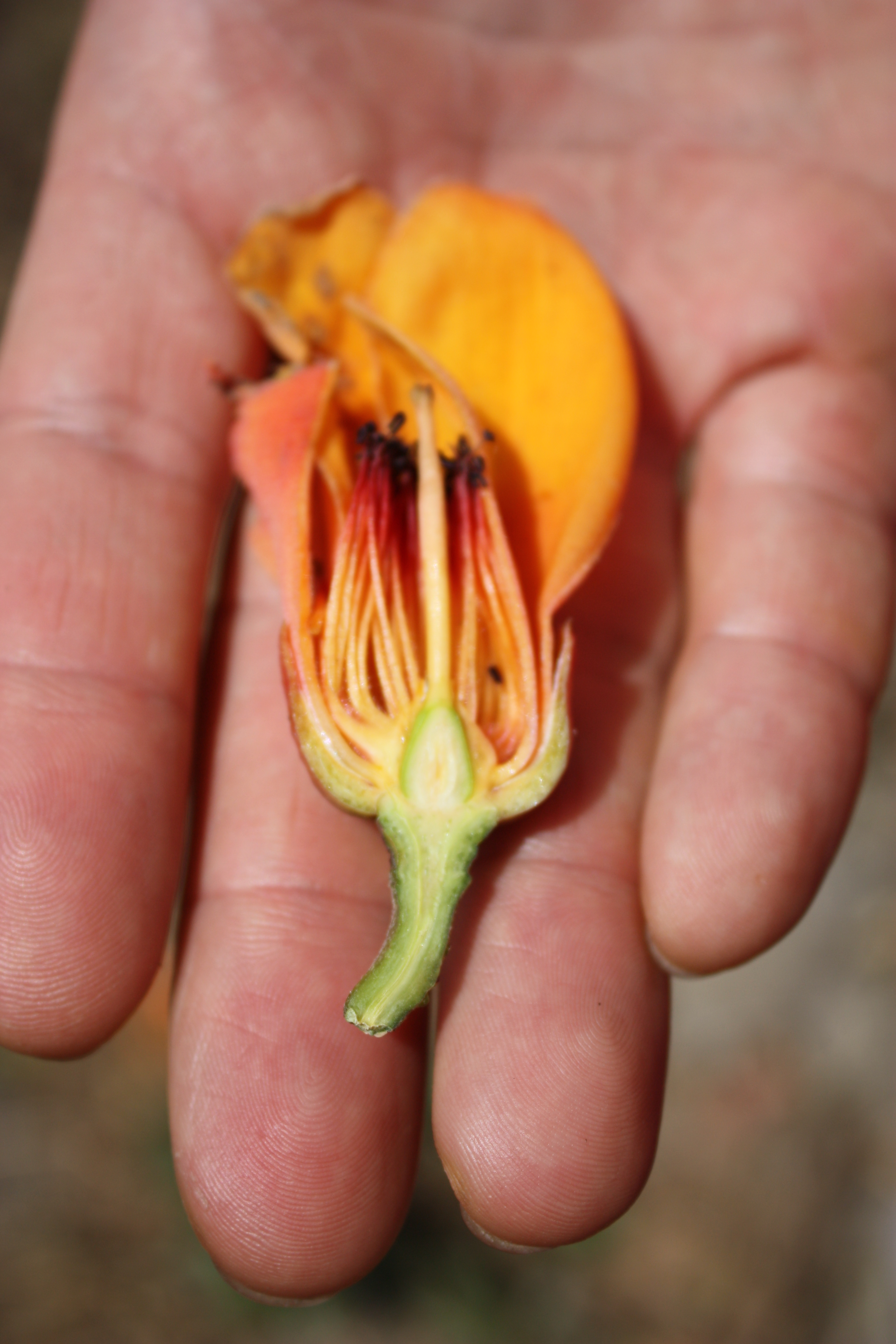
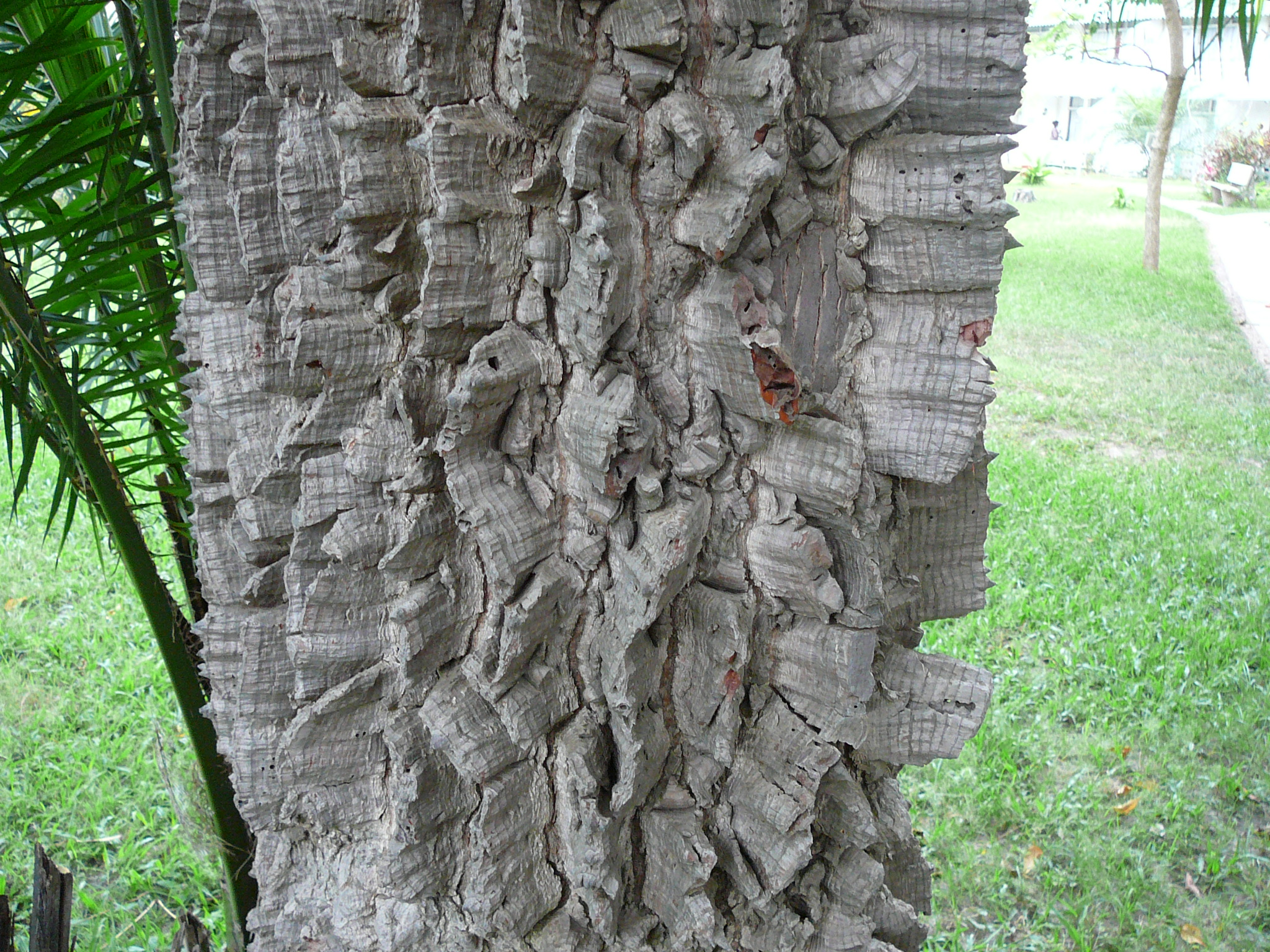
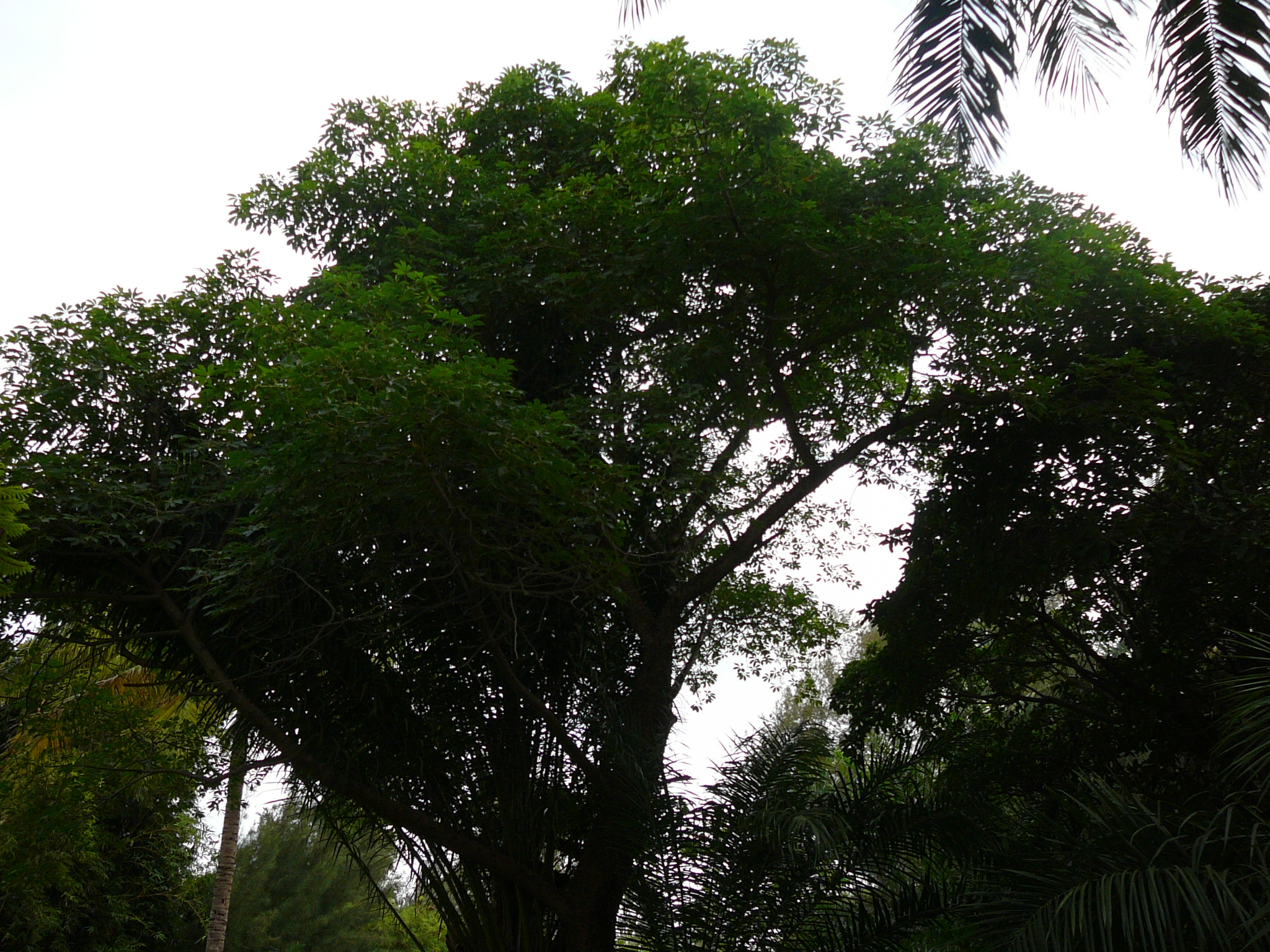
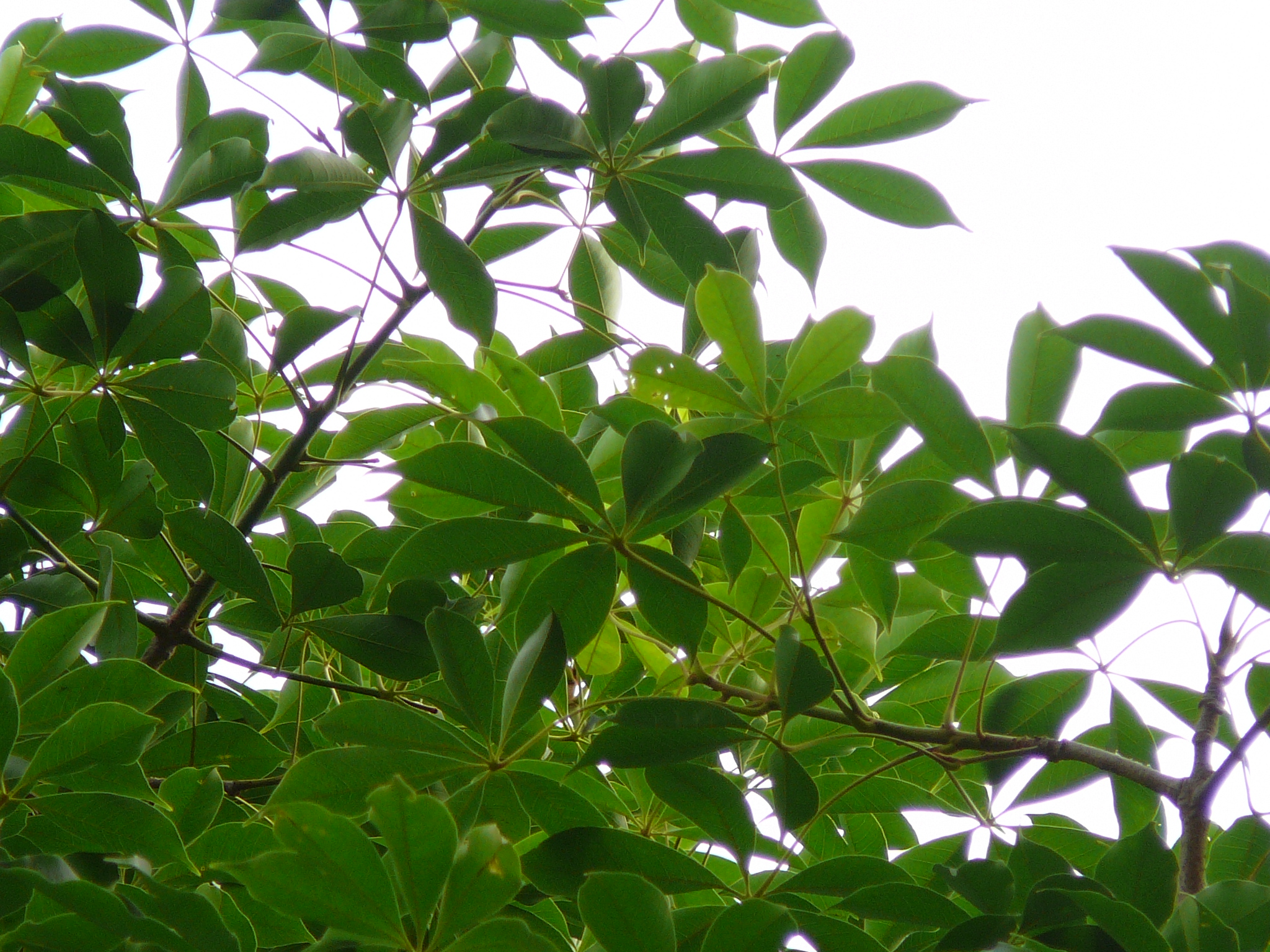